# Saint-Jean-de-Crieulon
Saint-Jean-de-Crieulon település Franciaországban, Gard megyében. Lakosainak száma 254 fő (2022. január 1.). Saint-Jean-de-Crieulon Durfort-et-Saint-Martin-de-Sossenac, Logrian-Florian, Quissac, Saint-Nazaire-des-Gardies és Sauve községekkel határos.

## Népesség
A település népessége az elmúlt években az alábbi módon változott:
| Lakosok száma | 106  | 121  | 151  | 197  | 238  | 251  | 246  | 241  | 241  | 254  |
|               | 1968 | 1982 | 1990 | 2006 | 2013 | 2015 | 2017 | 2019 | 2020 | 2022 |